# Sacrifício da Dama
O Sacrifício da Dama ou Sacrifício da Rainha é um termo do xadrez que indica o sacrifício da Dama, peça de maior valor relativo do jogo sem recapturar a Dama adversária, configurando assim a perda de material. A Dama é muito valiosa para ser sacrificada em função do ganho de uma posição, embora exista uma rara exceção. Possíveis razões para realizar tal sacrifício incluem:
- Forçar o xeque-mate depois do oponente capturar a Dama.
- Compensação material após uma sequência forçada.
- Limpar o caminho de um peão passado que substitui a Dama sacrificada.
- Subsequente captura da Dama oponente, resultando em alguma vantagem posicional ou material.